# It's Uptown
| Recensione     | Giudizio |
| -------------- | -------- |
| AllMusic       |          |
| Piero Scaruffi |          |

It's Uptown (titolo completo dell'album: It's Uptown with The George Benson Quartet) è il secondo album del chitarrista jazz statunitense George Benson (a nome The George Benson Quartet), pubblicato dalla Columbia Records nell'agosto del 1966.

## Tracce

### LP
(1966, Columbia Records, CL 2525/CS 9325)
Lato A
1. Clockwise (Strumentale) – 4:25 (musica: George Benson) – Registrato il 9 febbraio 1966
2. Summertime – 2:22 (testo: DuBose Heyward – musica: George Gershwin) – Registrato il 15 marzo 1966
3. Ain't That Peculiar (Strumentale) – 2:54 (William Robinson Jr., Warren Moore, Marvin Tarplin, Robert Edward Rogers) – Registrato il 15 marzo 1966
4. Jaguar (Strumentale) – 2:44 (musica: George Benson) – Registrato il 9 febbraio 1966
5. Willow Weep for Me (Strumentale) – 7:37 (Ann Ronell) – Registrato il 9 febbraio 1966
6. A Foggy Day – 2:31 (testo: Ira Gershwin – musica: George Gershwin) – Registrato il 9 febbraio 1966

Durata totale: 22:33
Lato B
1. Hello Birdie (Strumentale) – 3:58 (musica: George Benson) – Registrato il 15 marzo 1966
2. Bullfight (Strumentale) – 3:46 (musica: George Benson) – Registrato il 9 febbraio 1966
3. Stormy Weather – 2:55 (testo: Ted Koehler – musica: Harold Arlen) – Registrato il 15 marzo 1966
4. Eternally (Strumentale) – 4:02 (musica: George Benson) – Registrato il 15 marzo 1966
5. Myna Bird Blues (Strumentale) – 4:35 (musica: George Benson) – Registrato il 9 febbraio 1966

Durata totale: 19:16

### CD
(2001, Columbia Records, COL 502469 2)
1. Clockwise – 4:28 (musica: George Benson)
2. Summertime – 2:23 (testo: Ira Gershwin, DuBose Heyward – musica: George Gershwin)
3. Ain't That Peculiar – 2:55 (William Robinson Jr., Warren Moore, Marvin Tarplin, Robert Edward Rogers)
4. Jaguar – 2:55 (musica: George Benson)
5. Willow Weep for Me – 7:47 (Ann Ronell)
6. A Foggy Day – 2:40 (testo: Ira Gershwin – musica: George Gershwin)
7. Hello Birdie – 3:59 (musica: George Benson)
8. Bullfight – 3:46 (musica: George Benson)
9. Stormy Weather – 2:17 (testo: Ted Koehler – musica: Harold Arlen)
10. Eternally – 4:04 (musica: George Benson)
11. Myna Bird Blues – 4:35 (musica: George Benson)
12. J.H. Bossa Nova (Strumentale) – 3:10 (musica: George Benson) – Traccia bonus - Registrato il 9 febbraio 1966
13. Clockwise (Alternate Take) (Strumentale) – 4:56 (musica: George Benson) – Traccia bonus - Registrato il 10 gennaio 1966
14. Eternally (Short Version) (Strumentale) – 2:44 (musica: George Benson) – Traccia bonus - Registrato il 15 marzo 1966
15. Sideman (Strumentale) – 4:46 (musica: Lonnie Smith) – Traccia bonus - Registrato il 22 maggio 1967
16. Minor Chant (Strumentale) – 3:23 (musica: Stanley Turrentine) – Traccia bonus - Registrato il 22 maggio 1967

Durata totale: 60:48
- I brani: Sideman e Minor Chant, furono pubblicati anche nell'album dell'organista Lonnie Smith Finger Lickin' Good Soul Organ (1967, Columbia Records, CS 9496)

## Formazione

### Gruppo
- George Benson – chitarra, voce (brani: Summertime, A Foggy Day e Stormy Weather)
- Lonnie Smith – organo
- Ronnie Cuber – sassofono baritono
- Jimmy Lovelace – batteria

### Altri musicisti
- Ray Lucas – batteria (brani: Summertime, Ain't That Peculiar e Clockwise (Alternate Take))
- Blue Mitchell – tromba (brani: Sideman e Minor Chant)
- Charlie Persip – batteria (brani: Sideman e Minor Chant)
- 2 percussionisti non accreditati (brani: Sideman e Minor Chant)[4]

### Produzione
- John Hammond – produzione
- Mike Zwerin – note retrocopertina album originale